# Grana i moscatell
Grana i Moscatell és un duet musical català format per Juan Cabrera i Martí Tarrés, que realitza interpretacions de cançó de taverna i música tradicional catalana amb un ambient íntim i participatiu.

## Integrants
| Nom          | Instruments    |
| ------------ | -------------- |
| Juan Cabrera | veu i kazoo    |
| Martí Tarrés | veu i guitarra |

## Estil
El duet proposa un viatge per melodies tradicionals i popularitzades, presentades en un format escènic que difumina la frontera entre artista i públic. Els concerts tenen lloc sovint en espais que remeten a la taverna, amb el públic convidat a cantar i participar activament.

## Historial d’actuacions
Han actuat com a part del Festival Folclòria organitzat per El Foment a Girona. En un concert celebrat el 25 d’abril de 2025, compartiren escenari amb Fenya Rai! i van oferir un concert sense microfonia, amb ambient interactiu i espontani.
Prèviament, ja havien participat en un esdeveniment del 13 de juliol de 2023, en format de cançó de taverna, amb dues veus i kazoo/guitarra, al mateix espai d’El Foment.